# Heinz Eichler (Politiker)

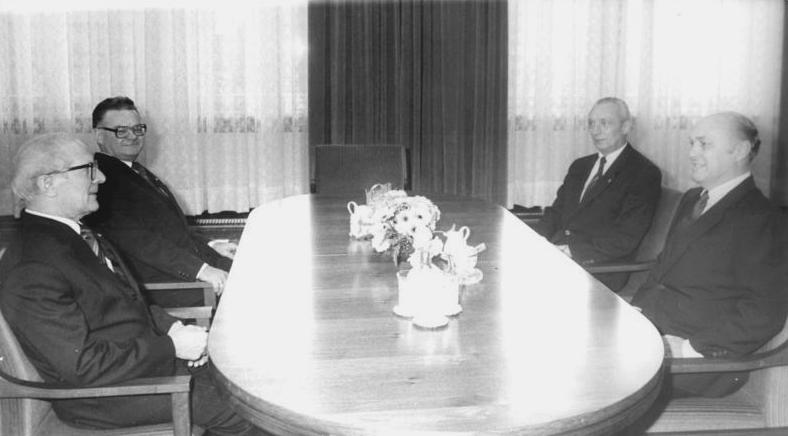
Eichler (2.v.l.) bei der Akkreditierung des US-Botschafters Richard C. Barkley, 1988

Heinz Eichler (* 14. November 1927 in Leipzig; † 12. September 2013 in Berlin) war ein deutscher Politiker (SED). Er war Sekretär des Staatsrates (1971 bis 1990) und Präsidiumsmitglied der Volkskammer der DDR.

## Leben

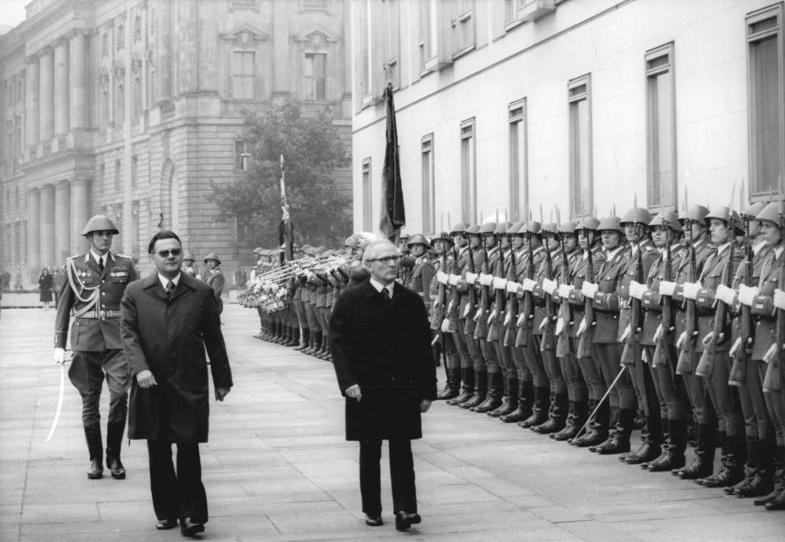
Heinz Eichler bei der militärischen Begrüßung des neuen Staatsratsvorsitzenden Erich Honecker an dessen Amtssitz, 1976

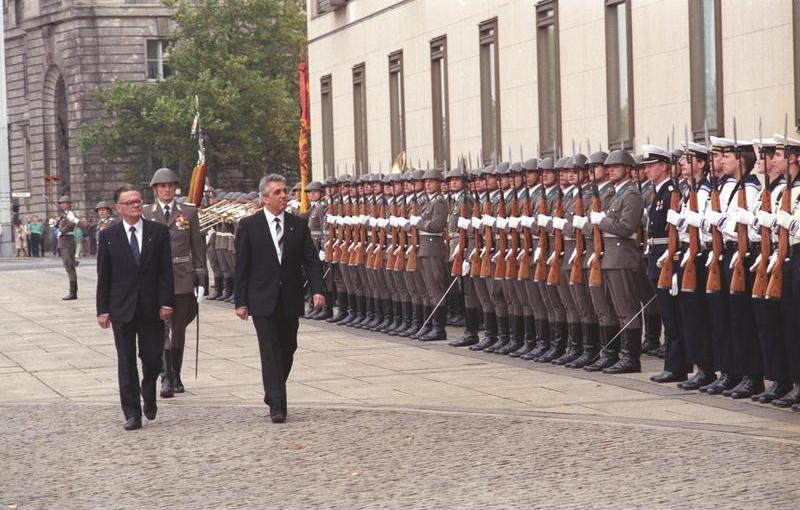
… und beim gleichen Zeremoniell für Egon Krenz, 1989

Der Sohn einer Arbeiterfamilie absolvierte nach dem Besuch der Volksschule von 1942 bis 1944 eine kaufmännische Ausbildung. Am 2. Februar 1944 beantragte er mit 16 Jahren die Aufnahme in die NSDAP und wurde zum 20. April desselben Jahres aufgenommen (Mitgliedsnummer 9.983.126).
Nach dem Kriegsende wurde Eichler Mitarbeiter des Rates des Kreises Oschatz. Er trat in die KPD ein und wurde Mitglied des antifaschistischen Kreis-Jugendausschusses Oschatz. 1946 trat Eichler in die neu gegründete FDJ ein und wurde nach der Zwangsvereinigung von SPD und KPD Mitglied der SED. Nach einem Lehrgang an der SED-Landesparteischule in Ottendorf wurde Eichler in den SED-Kreisvorstand Oschatz gewählt, dessen Mitglied er bis 1948 blieb. Er qualifizierte sich 1946/47 an der Arbeiter-und-Bauern-Fakultät der Universität Leipzig und studierte danach bis 1950 Wirtschaft an derselben Universität mit dem Abschluss als Diplom-Wirtschaftswissenschaftler. In beiden Einrichtungen engagierte sich Eichler als Funktionär der FDJ und SED. Nach seinem Studium ging er nach Berlin und wurde zunächst Hauptsachbearbeiter im Ministerium des Innern. Kurz darauf wechselte er in die Regierungskanzlei, zunächst als Referent, später als Abteilungsleiter. Als solcher war er im Sekretariat des Ersten Stellvertreters des Vorsitzenden des Ministerrates der DDR, Walter Ulbricht, tätig. Von 1956 bis 1960 studierte er an der Akademie für Gesellschaftswissenschaften beim Zentralkomitee (ZK) der KPdSU in Moskau. In die DDR zurückgekehrt wurde Eichler erneut als persönlicher Referent ein enger Mitarbeiter des Vorsitzenden des Staatsrates der DDR Walter Ulbricht und blieb dies bis zu Ulbrichts Rücktritt 1971. Danach löste er Otto Gotsche als Sekretär des Staatsrates ab und verblieb in diesem Amt bis 1990 unter den Vorsitzenden des Staatsrates Erich Honecker, Egon Krenz und Manfred Gerlach sowie der Volkskammerpräsidentin Sabine Bergmann-Pohl, die als letztes Staatsoberhaupt der DDR amtierte.
Von 1971 bis März 1990 war Eichler als Mitglied der SED-Fraktion Abgeordneter der Volkskammer und gleichzeitig auch Mitglied ihres Präsidiums. Am 13. November 1989 trat er geschlossen mit den anderen Präsidiumsmitgliedern der Volkskammer von seinem Amt zurück, wurde aber am selben Tag von der 11. Tagung der Volkskammer erneut zum Mitglied des Präsidiums gewählt. Am 5. April 1990 schaffte die neu gewählte Volkskammer den Staatsrat ab.
Am 3. Januar 1990 wurde Eichler vom zeitweiligen Volkskammerausschuss zur Überprüfung von Fällen des Amtsmissbrauchs, der Korruption, der persönlichen Bereicherung und anderer Handlungen, bei denen der Verdacht der Gesetzesverletzung besteht, zur Anhörung vorgeladen und zum ehemaligen Sonderjagdgebiet Schorfheide befragt. Eichler hatte von Honecker die Erlaubnis erhalten, in der Schorfheide jagen zu dürfen.
Die Schwester von Heinz Eichler war Hildegard Kiermeier. Sie war von 1972 bis 1989 Generalsekretärin der UNESCO-Kommission der DDR und hatte den Rang eines Botschafters.
Seine Urne wurde beigesetzt auf dem Friedhof Baumschulenweg in Berlin.

## Auszeichnungen
- 1977 Vaterländischer Verdienstorden in Gold
- Vaterländischer Verdienstorden in Silber (2×)
- Banner der Arbeit Stufe I (2×)
- Kampforden „Für Verdienste um Volk und Vaterland“ in Gold
- Verdienstmedaille der DDR